# Куплонгінський
Куплонгі́нський (рос. Куплонгинский, марій. Куплоҥгинский) — селище у складі Кілемарського району Марій Ел, Росія. Входить до складу Юксарського сільського поселення.

## Населення
Населення — 69 осіб (2010; 53 у 2002).
Національний склад (станом на 2002 рік):
- марі — 74 %